# Borboropsis puberula
Borboropsis puberula är en tvåvingeart som först beskrevs av Zetterstedt 1838.  Borboropsis puberula ingår i släktet Borboropsis och familjen myllflugor. Arten är reproducerande i Sverige. Inga underarter finns listade i Catalogue of Life.